# Abaesamis
Abaesamis (andere Lesarten: Baesamis, Besamnis) war nach Plinius  eine von Semiramis gegründete, vor seiner Zeit von den Omani bewohnte, später verlassene und zu seiner Zeit bereits der Wüste anheimgefallene Stadt im äußersten Norden der Arabischen Halbinsel. Sie ist einzig durch ihre Erwähnung in seiner Naturalis historia 6, 145 bekannt. 
Die Omani sollten nach Alfred von Gutschmid nicht im heutigen Oman, sondern eher im Nordosten der arabischen Halbinsel am nördlichen Persischen Golf oder bei Basra lokalisiert werden, wohin sie durch ihre aus arabischen Quellen bezeugte Nordwanderung gelangt seien. Durch die häufige Verlegung der Mündung des Euphrat sind dort zahlreiche Siedlungen untergegangen. 
Der Name ist nach Meinung des Orientalisten und Numismatikers Otto Blau aramäischen Ursprungs; es soll sich um einen alten Münzhof handeln.